# Hojjatieh
Die Hojjatieh-Gesellschaft (persisch انجمن حجتیه Hojatie, DMG Ḥojjatiya, auch Hojatieh) ist eine 1953 von Scheich Mahmud Halabi gegründete, halbgeheime, vielfach als extremistisch eingestufte schiitische iranische Organisation.

## Ziele und Entwicklung
Bei Gründung der Organisation richtet sich diese insbesondere gegen die Bahai, später gegen die sunnitische Richtung des Islam, und – durch ihren Einfluss auf das iranische Staatsgefüge – neuerdings auch vehement gegen Sufis. Die Gruppierung erfuhr einen beträchtlichen Aufschwung anlässlich der islamischen Revolution von 1979, als der Schah Mohammad Reza Pahlavi entmachtet und vertrieben wurde. Die Hojjatieh war selbst im neuen Rechtssystem des Velayat-e Faqih (Herrschaft des Obersten Rechtsgelehrten) für Ruhollah Chomeini zu fanatisch und apokalyptisch, so dass er diese 1983 verbot. Das Weltbild der Hojjatieh erscheint ausschließlich, antidemokratisch und zutiefst antiwestlich. Seit 2005, durch die Wahl von Mahmud Ahmadineschad, scheint die Hojjatieh wieder an Einfluss zu gewinnen.

## Ideologische Grundauffassungen
Die verbreitete Auffassung der Ideologie der Hojjatieh ist, dass zunächst Chaos und Wirrnis gestiftet werden müssen, um die Wiederkunft des Mahdi, des Verborgenen Imam, zu beschleunigen. Nach einer unter einem Teil des schiitischen Klerus verbreiteten Vorstellung soll der Mahdi aus einem trockenen Brunnen in Dschamkaran bei Qom entsteigen um seine Herrschaft anzutreten. Dafür wurde mit großem baulichem Aufwand eine Allee angelegt. Dschamkaran soll als Pilgerstätte mittlerweile bedeutender sein als Mashhad.
Die Wiederkehr des Verborgenen Imam wurde seitens der Anhänger der Hojjatieh für das Jahr 2007 unserer Zeitrechnung erwartet.
In den 1980er Jahren repräsentierte die Hojjatieh den amerikanischen Islam, in den 1990er Jahren den reaktionären Islam und ab den 2000er Jahren stand sie der Ideologie von Mesbah Yasdi und Mahmud Ahmadineschad nahe, so die oppositionelle Zeitung "roozonline".

## Vermutete Mitglieder
Präsident Mahmud Ahmadineschad hatte bereits als Student Kontakte zur Hojjatieh. Sein Mentor Ayatollah Mesbah Yazdi war Mitglied, möglicherweise „de facto“ Kopf der Geheimgesellschaft Hojjatieh.
Von den 21 Mitgliedern des Kabinett Ahmadineschad I sollen drei einen Hojjatieh-Hintergrund haben, neben Gholam Reza Aghazadeh der frühere Geheimdienstminister und jetzige Generalstaatsanwalt Gholam-Hossein Mohseni-Eschei und der ehemalige Innenminister Mostafa Pour-Mohammadi.
Amir Taheri vermutet als graue Eminenz der Hojjatieh Mohammed Reza Mahdavi-Kani, Ayatollah Ahmad Dschannati, Vorsitzender des Wächterrats, soll ebenso Mitglied sein, wie Gholam Reza Aghazadeh. Die iranische Partei Vereinigung der kämpfenden Geistlichkeit steht, so die Vermutung von Taheri, der Hojjatieh nahe. Amir Taheri spricht weiterhin von einem oligarchischen Netzwerk der Hojjatieh, das 400 Freitagsprediger des Iran umfasst. Ali Meschkini leitete zusammen mit dem Freitagsprediger von Teheran, Kaschani, das Zentralkomitee der Mullahs. Die Oligarchie würde den 20.000 Studenten der Theologie ein Stipendium anbieten.

## Zitate
„Jene, die die Revolution während der Zeit des Imam Chomeini als Abweichung betrachteten, halten nun die Werkzeuge des Terrors und der Unterdrückung in Händen. [...] Die oberflächlich denkenden Traditionalisten mit ihrer steinzeitlichen Rückständigkeit haben jetzt eine mächtige Organisation hinter sich.“